# Affonsea densiflora
Affonsea densiflora är en ärtväxtart som beskrevs av George Bentham. Affonsea densiflora ingår i släktet Affonsea och familjen ärtväxter. IUCN kategoriserar arten globalt som sårbar. Inga underarter finns listade i Catalogue of Life.